# Russ (rapper)
Russ, pseudonimo di Russell James Vitale (Secaucus, 26 settembre 1992), è un rapper, cantante, produttore discografico autore statunitense.
Russ è considerato un rapper DIY, ciò indica l'approccio indipendente dell'artista nella produzione dei propri brani. Infatti, la maggior parte dei suoi singoli e dei suoi album sono autoprodotti e sono interamente scritti, registrati, mixati e masterizzati da lui stesso. I suoi brani sono prevalentemente di genere R&B contemporaneo ma mantengono una forte impronta hip hop.

## Biografia
Russell Vitale è nato a Secaucus, New Jersey, il 26 Settembre 1992. Il padre, di origine siciliana, non avendo un incarico lavorativo stabile, costringe la famiglia a trasferirsi spesso da uno stato all'altro (Kentucky, New York).
Quando Russell raggiunge i 12 anni, la famiglia si stabilisce ad Atlanta, Georgia, dove egli trascorrerà la sua adolescenza. Influenzato dal nonno musicista, Russ impara a suonare la chitarra. Ben presto inizia ad appassionarsi al mondo dell'hip hop, e si dedica alla produzione di beat.

## Carriera
All'età di 19 anni, con l'ambizione di diventare un artista hip hop di successo, fonda un gruppo rap chiamato Diemon (sta per Do It Everyday Music Or Nothing). Con l'intento di fare conoscere la loro musica sul web, aprono un loro sito chiamato Diemon.com e creano un account di Soundcloud e YouTube, dove i loro brani potevano essere scaricati gratuitamente. Nel 2011 pubblicano il loro mixtape di debutto Velvet e l'album Apollo 13.
Nel 2014, Russ, debutta come solista pubblicando diversi singoli sulla piattaforma Soundcloud. Il suo profilo mostra che i suoi brani sono stati cliccati più di 50 milioni di volte. Fra dicembre 2011 e agosto 2014, Russell ha pubblicato 11 album e 87 singoli. Il fatto che le sue canzoni fossero scaricabili gratuitamente dal web lo rendeva diverso da altri artisti.
Nel 2015 pubblica i singoli What they Want e Losin Control, che raggiungono la Billboard Hot 100 List statunitense. Pur diventando un artista sempre più di successo, Russ rimane distante dalle case discografiche, nel frattempo continua a produrre musica da solo, aspettando che qualche etichetta discografica gli offrisse un'opportunità degna del suo talento.
Nel 2016 inizia la sua carriera con la Columbia Records, con la quale farà uscire il suo primo album di successo, There's Really A Wolf.
Il 7 settembre 2018 rilascia il suo tredicesimo album, Zoo, che raggiunge la posizione numero 4 del Billboard 200. Nel novembre 2019 pubblica il suo primo libro, It's All in Your Head.
Il 31 gennaio 2020 Russell rilascia il suo quattordicesimo album, Shake the Snow Globe, sotto Russ My Way Inc/Columbia Records. Il 30 giugno 2020 annuncia di non rinnovare il suo contratto con la Columbia Records e di diventare un artista indipendente. Il 17 novembre pubblica l'EP Chomp che vede la collaborazione con Black Thought, Busta Rhymes, Benny the Butcher e Ab-Soul.

## Stile musicale e influenze
Le sue prime ispirazioni furono G-Unit, 50 Cent e Eminem. Ha prodotto ritmi per circa 6 anni prima di tentare di registrarsi mentre rappava. Russ è noto per le sue canzoni prodotte, mixate, masterizzate, progettate, scritte ed eseguite da lui stesso. L'unico produttore con cui ha collaborato è Scott Storch. La maggior parte delle sue canzoni contengono elementi hip hop e R&B Il suo stile è stato descritto da Uproxx come «un flusso rap violento e una voce cantilenante, quasi ubriaca.»

## Vita privata
Russ ha due diversi colori degli occhi, una condizione nota come eterocromia; il suo occhio sinistro è marrone scuro mentre quello destro è marrone chiaro.

## Discografia

### Album in studio sottoDiemon
- 2011 – Velvet
- 2012 – Apollo 13
- 2012 – 5280
- 2012 – Vacation
- 2013 – Straight From Limbo
- 2013 – The Edge
- 2013 – Color Blind
- 2014 – Pink Elephant
- 2014 – Brain Dead
- 2014 – Silence
- 2014 – How to Rob

### Album in studio sottoColumbia Records
- 2017 – There's Really a Wolf
- 2018 – Zoo
- 2020 – Shake the Snow Globe

### EP
- 2018 – Just In Case
- 2020 – Chomp

### Singoli
- 2014 – Kiki
- 2014 – Goodbye
- 2014 – Boomerang
- 2014 – No Matter What
- 2015 – February
- 2015 – Got It Good
- 2015 – Hoe Love
- 2015 – Reminder
- 2015 – Willy Wonka (feat. Paulina e Jafé)
- 2015 – Single Parent Anthem
- 2015 – Brooklyn Freestyle
- 2015 – Your Favorite Rapper
- 2015 – What They Want
- 2015 – Losin Control
- 2016 – To Be Honest
- 2016 – Do It Myself
- 2016 – Pull The Trigger
- 2017 – Cherry Hill
- 2017 – Think Twice
- 2017 – Wife You Up
- 2017 – Lean On You
- 2018 – Flip
- 2018 – Alone
- 2018 – Some Time
- 2018 – Since I Was Broke
- 2018 – Basement (feat. Jessie Reyez)
- 2018 – Sore Losers
- 2018 – Back To Life
- 2018 – Dangerous
- 2018 – Don't Fall For It
- 2018 – September 16
- 2018 – Tell Me Why
- 2018 – The Flute Song
- 2018 – Serious
- 2018 – Nobody Knows
- 2018 – Fix This
- 2018 – Alright
- 2019 – Old Days
- 2019 – Crown
- 2019 – ON 10 (feat. Rexx Life Raj)
- 2019 – Grammy Bag Freestyle
- 2019 – Aint Goin Back
- 2019 – All I Want
- 2019 – Civil War
- 2019 – Paranoid
- 2019 - Summer at 7
- 2019 – Rent Free
- 2019 – Best on Earth (feat. Bia)
- 2020 – Live From The Villa
- 2020 – Can't Be Me
- 2020 – Still
- 2020 – One More Chance
- 2020 – Why
- 2020 – Aw Aw
- 2020 – Freed Up
- 2020 – Give Up
- 2020 – Throne Talks
- 2020 – Take You Back (con Kehlani)
- 2020 – Paid Off
- 2020 – Sorry
- 2020 – I Love Me
- 2020 – Hard for Me
- 2021 – UGLY (con Lil Baby)
- 2021 – Congrats Freestyle
- 2021 – MISUNDERSTOOD
- 2021 – Cheers
- 2021 – Lake Como
- 2021 – Italy

## Curiosità
- Gli artisti che lo hanno maggiormente ispirato e spinto ad entrare nel mondo hip hop, sono 50 Cent e Eminem[4].